# SG Wilhelmsburg
Die SG Wilhelmsburg e. V. ist ein Sportverein auf der Elbinsel Hamburg-Wilhelmsburg. Die Spielgemeinschaft Wilhelmsburg, kurz die SG Wilhelmsburg hat ca. 300 Mitglieder (Stand: 2015). Der Verein konzentriert sich ausschließlich auf den Handballsport.

## Geschichte
Die Spielgemeinschaft Wilhelmsburg wurde im Jahre 1991 gegründet. Sie ging aus den beiden Trägervereinen Turn-Club Wilhelmsburg und TV Jahn Wilhelmsburg (Nachfolgeverein SV Wilhelmsburg) hervor. Zwischen 1992 und 2005 gehörte die Spielvereinigung insgesamt acht Spielzeiten der drittklassigen Regionalliga an. In den Spielzeiten 1995/96 und 1999/2000 nahm die SG Wilhelmsburg am DHB-Pokal teil, wo die Mannschaft jeweils in der 1. Runde ausschied. Dem Frauenteam des SGW gelang in der Saison 2017/18 der Aufstieg in die viertklassige Handball-Oberliga Hamburg – Schleswig-Holstein.

## Hallen
Die Heimspielstätten der SG Wilhelmsburg sind die Sporthallen des Gewerbeschulzentrums Wilhelmsburg in der Dratelnstraße und die Halle des Helmut-Schmidt-Gymnasiums in der Krieterstraße.